# Lippeske arvefølgestrid
Den lippeske arvefølgestrid var en konflikt om ledelsen af det tyske fyrstendømme Lippe, som opstod efter Woldemar af Lippes død 1895, hvor regeringen offentliggjorde et dekret fra ham, hvor prins Adolf af Schaumburg-Lippe skulle indsættes som regent for Woldemars sindssyge broder Karl Alexander af Lippe.
Linjerne Lippe-Biesterfeld og Lippe-Weissenfeld protesterede mod dekretet, men landdagen besluttede, at Adolf skulle overtage regeringen, indtil tvisten var afgjort.
1896 overlod parterne afgørelsen til kong Albert af Sachsen og seks af ham udpegede medlemmer af den tyske rigsret, og de afgjorde den 22. juni 1897, at Ernst af Lippe-Biesterfeld var nærmest berettiget til at overtage regentskabet for den syge fyrste. Hans sønner var født i et "ikke jævnbyrdigt" ægteskab, men deres arveret blev godkendt af en voldgiftsret den 25 oktober 1905, da arveretten tilfaldt huset Lippe-Biesterfeld.
Da Ernst døde 1904 blev Leopold IV af Lippe regent.